# 신소연
신소연(1987년 11월 8일 ~ )은 대한민국 前 기상 캐스터이며, 2015년 12월 5일, 삼성 라이온즈 포수 강민호와 결혼식을 올렸다.

## 학력
- 2003년 ~ 2006년 성모여자고등학교 졸업
- 2006년 ~ 2011년 숭실대학교 언론홍보학과 학사
- 2013년 고려대학교 언론대학원 방송영상학과 석사

## 경력
- 2011년 미스코리아 서울 참가
- 2011년 ~ 2015년 SBS 기상 캐스터

## 방송 활동
- 2011년 ~ 2012년 SBS 12 뉴스
- 2012년 SBS 나이트라인
- 2012년 ~ 2013년 SBS 5 뉴스
- 2013년 ~ 2015년 SBS 토요특집 모닝와이드
- 2016년 KNN 러브FM 우리들의 밤 최다희입니다 금요일 게스트